# Bharamapura, Hiriyur
Bharamapura là một làng thuộc tehsil Hiriyur, huyện Chitradurga, bang Karnataka, Ấn Độ.